# François Wohanka
François Wohanka né Franz Wohanka le 12 mars 1842 à Líšťany (district de Louny) et mort le 10 juillet 1895 à Prague, est un compositeur et chef d'orchestre français d'origine hongroise.

## Biographie
Chef d'orchestre de Paris-Concert ou Casino Cadet puis du Concert-Européen, on a de lui les musiques de près de deux cents chansons de la fin du XIXe siècle sur des paroles, entre autres, de Jules Jouy, Émile Duhem, Charles Blondelet ou Aristide Bruant, interprétée par Libert, Albert Vaguet… ainsi que de nombreuses valses, polkas et quadrilles.
Il est parfois confondu à tort avec le compositeur Theodore Moses Tobani.